# Салмелайнен, Эйно
Эйно Салмелайнен (фин. Eino Salmelainen; 30 марта 1893, Икаалинен, Великое княжество Финляндское, Российская империя — 16 апреля 1975, Тампере, Финляндия) — финский режиссёр, театральный деятель, критик, писатель
, педагог, профессор (1963).

## Биография
В 1912—1916 годах учился в университете в Хельсинки. Участник гражданской войны в Финляндии на белой стороне.
В 1920—1925 годах работал театральным критиком «Aamulehti» («Утренней газеты») в Тампере.
В 1925—1934 годах — директор Таммерфорсского театра в Тампере, в 1934—1940 годах руководил Народным театром в Хельсинки, в 1943—1964 годах — Таммерфорсским рабочим театром, который под его руководством превратился в один из самых популярных театров страны.
В своей режиссёрской практике утверждал систему Станиславского.
В 1940—1943, 1946—1948 и 1950 годах вёл педагогическую деятельность. В 1950 году посетил СССР.
Автор многотомного произведения воспоминаний о театре и деятелях театра, в которой дал глубокий анализ пьес и театральных проблем.
В 1951 году был удостоен звания Театрального советника. В 1958 году награждён медалью Pro Finlandia.

## Избранные театральные постановки
- «Женщины Нискавуори» («Каменное гнездо») Вуолийоки;
- «Жена рабочего» и «Сюльви» Минны Кант;
- «Гамлет» Шекспира;
- «Сон в летнюю ночь» Шекспира;
- «Мария Стюарт» Ф. Шиллера;
- «Дон Карлос» Ф. Шиллера;
- «Пер Гюнт» Ибсена;
- «Гроза» А. Островского;
- «Опера нищих» Брехта;
- «Табачная дорога» Колдуэлла и др.

## Избранная библиография
- Korpisaunalta : kesälomailijan kokemuksia. Tampere 1922
- Luolavuoren valloittajat : poikaseikkailu. Jyväskylä 1923
- Teatteri ja näyttelijä : välähdyksiä Suomen teatterien viimeaikaisesta toiminnasta , Jyväskylä 1937
- Siniset kotkat ja legioona : seikkailukertomus. Otava 1943
- Neuvostoliitto — johtava teatterimaa. Helsinki 1946
- Aioin papiksi − jouduin teatteriin: muistelmia ja mietteitä. Helsinki, 1954.
- Oppirahat on maksettava: muistelmia ja mietteitä. Helsinki, 1955.
- Hurma ja surma: muistelmia tavallaan. Helsinki, 1957.
- Tarinaa teatterista. Helsinki, 1960.
- Parivaljakko: Tampere teatterikaupunkina. Helsinki, 1963.
- Teatteriväkeä lähikuvassa. Helsinki, 1965.
- Paimenkirje: ohjaajan ajatuksia. Helsinki, 1965.
- Kun olin nuori. Helsinki, 1966.
- Kun vanhuus yllätti: kokemuksia. Helsinki, 1967.
- Teatterin naisia: eilisen ja nykypäivän havaintoja. Helsinki, 1968.
- Teatteri ja nuoriso Helsinki, 1969
- Jatkuuko teatteri? Helsinki, 1970.
- Ihminen näyttämöllä: kansallisen dramatiikan tarkkailua. Helsinki, 1972.
- Luova sana ja yhteiskunta: esseitä ja puheenvuoroja. Helsinki, 1973.
- Noin sata särmää Salmelaiselta., 1993.

## Память
- В Тампере и Икаалинене есть улицы его имени.
- Создан Фонд Eino Salmelainen, носящий его имя.